# Robert Foth
Robert James Foth (* 3. Juli 1958 in Buffalo) ist ein ehemaliger US-amerikanischer Sportschütze.

## Erfolge
Robert Foth nahm an den Olympischen Spielen 1988 in Seoul und 1992 in Barcelona teil. 1988 zog er mit dem Luftgewehr ins Finale ein, das er mit 692,5 Punkten auf dem vierten Platz beendete und damit knapp einen Medaillengewinn verpasste. Vier Jahre darauf stand er abermals im Finale und wurde dieses Mal Siebter. Darüber hinaus ging er im Wettkampf mit dem Kleinkalibergewehr im Dreistellungskampf an den Start, in dem er ebenfalls das Finale erreichte. Er erzielte 1266,6 Punkte, womit er hinter Hratschja Petikjan und vor Ryōhei Koba die Silbermedaille gewann.
Bei Weltmeisterschaften wurde Foth 1986 in Suhl mit der Luftgewehr-Mannschaft zunächst Zweiter, ehe er im Jahr darauf in Budapest mit ihr Weltmeister wurde. 1990 gewann er im Dreistellungskampf mit dem Kleinkaliber die Silbermedaille, während er im stehenden Anschlag Bronze gewann. Im Mannschaftswettbewerb des Dreistellungskampfes mit dem Standardgewehr sicherte er sich 1994 in Mailand und 1998 in Barcelona den Titelgewinn. Dreimal nahm Foth an Panamerikanischen Spielen teil und gewann dabei insgesamt 17 Medaillen, davon siebenmal Gold. 1987 gelang ihm das in Indianapolis mit der Mannschaft im Dreistellungskampf mit dem Kleinkaliber, ein Erfolg, den er sowohl 1991 in Havanna als auch 1995 in Mar del Plata wiederholte. 1991 belegte er mit dem Kleinkaliber außerdem im stehenden Anschlag im Einzel und im liegenden Anschlag mit der Mannschaft den ersten Platz. 1995 folgten noch zwei Titelgewinne mit der Standardgewehr-Mannschaft.
Nach seiner aktiven Karriere bekleidete Foth verschiedene Position beim nationalen Schützenverband USA Shooting.